# Ciclabilidad
La ciclabilidad es el grado de facilidad de la circulación de bicicletas. Un mayor grado de ciclabilidad en las ciudades está relacionado, entre otros, con beneficios para la salud de las personas, menores niveles de contaminación atmosférica y acústica, mejora de la fluidez del tráfico o una mayor productividad.

## Factores de ciclabilidad
Entre los factores que afectan a la ciclabilidad se encuentran:

### Seguridad
La seguridad de las vías ciclistas es un requisito para una alta ciclabilidad:
- Las vías más seguras son aquellas que están segregadas del tráfico motorizado (carriles bici), seguidas de las ciclocalles en las que los ciclistas tienen prioridad y, por último, los ciclocarriles, en el que las bicicletas circulan junto a vehículos motorizados en vías de varios carriles por sentido.

- La anchura de las vías ciclistas debe ser suficiente como para que dos bicis puedan cruzarse o adelantarse con seguridad.

- La visibilidad de la vía debe posibilitar la previsión de posibles frenados e intersecciones, evitando curvas en ángulos rectos.

- Las intersecciones deben, a su vez, estar bien señalizadas tanto para los ciclistas como para el tráfico motorizado.

- Las vías deben evitar tener obstáculos, como farolas o bancos. También evitar que sean requeridos porteos, como en las escaleras, en cuyo caso pueden incorporarse rampas para bicicletas.

- El firme debe ser liso, con obstáculos rebajados como en los bordillos, con materiales que no ofrezcan demasiada resistencia, que drenen y a su vez no sean resbaladizos cuando llueve.

### Coherencia
Una red ciclista coherente implica:
- Las vías ciclistas deben cubrir toda la extensión de la ciudad, de manera que la bicicleta pueda utilizarse para acudir al máximo de destinos posibles. Idealmente, debería haber una vía ciclista a menos de 250 metros de cualquier punto de la ciudad.
- Tienen que estar conectadas unas con otras de manera continua.
- Deben existir aparcamientos seguros tanto en origen y como en el destino de los recorridos.
- El diseño de las vías ciclistas debe ser uniforme, de manera que todos los ciudadanos puedan percibir con rapidez el uso de esa vía, evitando conflictos.
- Las vías deben estar correctamente señalizadas, incluido los destinos que ofrece cada una de las vías.

### Rectitud
Las bicicletas están impulsadas por el ejercicio físico de las personas, por tanto, una red ciclista altamente ciclable debe permitir desplazamientos directos sin grandes esfuerzos:
- Los trayectos entre orígenes y destinos pueden realizarse de la manera más lineal posible, sin necesidad de realizar grandes desviaciones.
- Las vías ciclistas deben recorrer las calles principales, pues suelen ser las que acogen la mayoría de tiendas y servicios.
- Deben evitar o minimizar las pendientes.
- Reducir el número de detenciones como semáforos o intersecciones, que requieren un mayor esfuerzo físico.

## Indicadores de ciclabilidad
Uno de los mejores indicadores del grado de ciclabilidad es la proporción equilibrada de géneros y edades que hacen uso cotidiano de la bicicleta. Las mujeres, los niños y las personas mayores son quienes tienen una mayor percepción de inseguridad, por lo que si una ciudad tiene una ciclabilidad baja no considerarán la bicicleta como un medio de transporte habitual. De la manera contraria, una composición de usuarios de la bicicleta similar a la estructura demográfica indicará un espacio altamente ciclable.